# Віттенберг Соломон Якович
Соломо́н Я́кович Віттенбе́рг (1852, Миколаїв — 11 (23) серпня 1879, Миколаїв) — вчитель математики (репетитор), революціонер-народоволець. За даними Російської єврейської енциклопедії, Віттенберг — перший єврей, страчений в Російській імперії за політичною справою.

## Біографія
Народився в м. Миколаєві в родині ремісника, в бідній ортодоксальній єврейській сім'ї. Навчався в Миколаївській гімназії, яке не закінчив внаслідок зіткнення з начальством. У Відні був вільним слухачем Віденського технологічного інституту, який не закінчив через нестачу коштів. 1876 повернувся в Україну до Миколаєва. Заробляв репетиторством. Зажив слави талановитого вчителя математики. Вів антиурядову пропаганду серед робітників, солдатів і матросів у Херсонській губернії. На початку 1877 без певного звинувачення замкнений до Миколаївського морського тюремного замку, й лише через п'ять тижнів звільнений. 5 серпня (24 липня за старим стилем) 1878 узяв участь в одеській демонстрації на знак протесту проти смертного вироку революціонеру-народникові Івану Ковальському, чинив збройний опір поліції.
Із мічманом Олександром Калюжним організував у Миколаєві товариство для поширення соціалістичних ідей. Разом із боцманом Іваном Логовенком готував замах на імператора Олександра II, але 28 (16 за старим стилем) серпня 1878 був виданий провокатором і заарештований на конспіративній квартирі. При обшуку у них були знайдені гальванічні батареї, які Логовенко викрав у мінному парку під час служби на флоті, і велика кількість нелегальної літератури. Вони збиралися підірвати імператора, коли той проїжджав через Миколаїв, причому міна повинна була бути приведена в дію гальванічною батареєю, за допомогою електрики. Влітку 1879 переведений в ув'язнення до Одеси. На «процесі 28-ми» над революціонерами-народниками, який проходив 6-17 серпня (25 липня — 5 серпня за старим стилем) 1879, засуджений до страти. 22 (10 за старим стилем) серпня з одеського каземату відправлений до Миколаєва, наступного дня за міською стіною між Поповою та Широкою Балками на очах земляків його було повішено. Військовий губернатор Миколаєва Микола Андрійович Аркас дав розпорядження поховати злочинців так, щоб ніхто не міг впізнати їх могили.
Віттенберг написав мужнього передсмертного листа (опублікований у газеті «Народная воля», 1879, № 1). Передані на волю після «процесу 28-ми» передсмертні листи Дмитра Лизогуба (що теж був засуджений до смертної кари) та Віттенберга стали зброєю революційної агітації.
Сьогодні про змову проти імператора у Миколаєві нагадують збережена будівля на Інженерній, 10, де готувався замах і вулиця 8-а Слобідська, якій дали ім'я боцмана Логовенка.